# کاپیتال وارد
کاپیتال وارد (انگلیسی: Capital Ward) یا بخش هفدهم یک بخش شهرداری در اتاوا، انتاریو، کانادا است که در جنوب مرکز شهر اوتاوا قرار دارد.